# Arthur Holmes
Arthur Holmes (født 14. januar 1890 i Gateshead, England, død 20. september 1965 i London) var en pionér inden for geokronologien.
Arthur Holmes var en af de første geologer der foreslog at anvende radioaktivitet, der netop var opdaget i begyndelsen af det 20. århundrede, som hjælpemiddel i geokronologien, der tidsmæssigt indordner de geologiske epoker.
Med enkle metoder daterede Holmes i 1911 kambriske bjergarter til en alder af omtrent 600 millioner år, hvilket er meget nær den nu accepterede alder.
Holmes var medlem (Fellow) af Royal Society. Han modtog Murchisonmedaljen i 1940 samt Penrosemedaljen i 1956 og Wollastonmedaljen samme år.